# Ieud
Ieud (in ungherese Jód) è un comune della Romania di 4 217 abitanti, ubicato nel distretto di Maramureș, nella regione storica della Transilvania. 
L'esistenza di Ieud è attestata dal cosiddetto Codice di Ieud, il più antico libro religioso romeno, scoperto nel luogo e datato 1543; il volume è oggi conservato nella biblioteca dell'Accademia Romena.

## Monumenti
Nel comune di Ieud si trovano due importanti edifici religiosi:
- Chiesa di legno di Ieud Deal, chiesa di legno
- dedicata all'Assunzione di Maria (Nașterea Maicii Domnului), risalente al XVII secolo e considerata la più antica del complesso delle Chiese di legno del Maramureș, recentemente oggetto di un ampio restauro.
- La Biserica din Șes, chiesa di legno costruita ai primi del XVIII secolo

## I restauri della Biserica din Deal

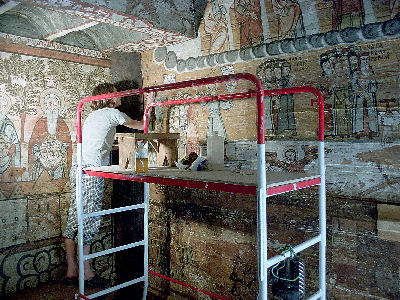
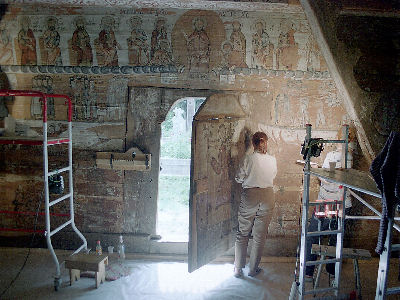